# ليديا بوت
ليديا بويت (26 أغسطس 1855 في - 25 فبراير 1949) كانت أول محامية إيطالية حديثة. أدى شطبها إلى حركة للسماح للمرأة بممارسة القانون وشغل المناصب العامة في إيطاليا.

## الحياة العملية
ولدت عام 1855 في قرية ترافيرس ، بيريرو كوموني، في فالي جرماناسكا، وقبلت في جامعة تورينو في كلية الحقوق، واستطاعت اجتياز جميع اختباراتها وحصلت على شهادة في تخصص الحقوق في17 يونيو 1881. وعلى مدى العامين التاليين، عملت في مكتب محاماة وتمكنت من حضور كشفيات الطب الشرعي ومساعدة المحامي في جلسات المحاكم المختلفة، بعد ذلك اجتازت ليديا الفحصين النظري والعملي لتنضم إلى نقابة محاميي تورينو، وتمت الموافقة على انضمامها بأغلبية 45 صوتًا من 50 صوتًا، وتم إدراجها في قائمة المحامين ( albo degli avvocati ) في 9 أغسطس 1883.
لم يلق تسجيل بويت في قائمة نقابة المحامين، القبول من مكتب المدعي العام، ما دعاه إلى تقديم شكوى إلى محكمة الاستئناف في تورين، معللًا ذلك بان النساء محظور عليهن ممارسة المحاماة وفقًا للقانون والسياسة العامة، وتوصلت المحكمة إلى أن تسجيلها غير قانوني، على الرغم من المناقشات وأمثلة المحاميات الذين تم طرحهم في بلدان أخرى مثل المحامية الأمريكية كلارا فولتز ( Clara S.Foltz) ومع ذلك، بويت لم تستلم، وطالبت باستئناف الحكم أمام المحكمة العليا، لكن أيدت المحكمة القرار الصادر ولم يتغير.

## مرحلة متأخرة من حياتها
تشير المصادر إلى أن بويت طيلة حياتها كانت عضوًا فعالًا في الحركة النسائية الدولية.
وبموجب القانون 1176 في 17 يوليو 1919، سُمح للنساء بتقلد بعض المناصب العامة، وبعد عام من ذلك، في سن 65، تم تسجيل بويت أخيرًا في قائمة المدافعين في تورينو، واعترف بها رسميًا كمحامية. 